# Arboreto de la Universidad de California Campus de Chico
El Arboreto de la Universidad de California Campus de Chico (en inglés: University of California, Chico, Arboretum) o, también conocido como CSUC Arboretum, es un arboreto y jardín botánico, en la Universidad de California Campus de Chico en Chico, Estados Unidos. 

## Localización
Se ubica en todo el campus de la universidad.
University of California, Chico 400 West First Street Chico, Butte County, California CA 95929-0040 United States of America-Estados Unidos de América.
Planos y vistas satelitales.39°43′54″N 121°50′58″O / 39.73167, -121.84944
La entrada es gratuita y es visitable seis días a la semana de lunes a sábado, desde las 9 a. m. hasta 3 p. m.

## Historia
El Arboreto fue creado en 1982 e incluye a todos los árboles del campus de la universidad. 
John Bidwell plantó algunos de los árboles que presentan un mayor porte en 1870 cerca de la mansión y a lo largo de ambas riveras del arroyo Chico. Entre estos se incluyen American chestnut (Castanea dentata), varios robles , y California incense cedar (Calocedrus decurrens). 
La "Normal School" fue fundada en 1887 y actualmente todavía existe enfrente a "Kendall Hall"; aquí se encuentra un gran London Plane (Platanus × hispanica) cerca de la entrada. 

## Colecciones
Actualmente el arboreto comprende 225 especies de arbustos y parras además de los árboles.
También alberga numerosas plantas ornamentales
Entre las recientes plantaciones se incluyen el bunya-bunya (Araucaria bidwillii) de Australia, la sequoia enana dawn redwood (Metasequoia glyptostroboides) procedente de China y el purple beech (Fagus sylvatica var. Atropurpurea) procedente de Europa.